# Скоморохская улица
Скоморохская улица — улица в Шевченковском районе города Киева. Пролегает от Галицкой площади и Жилянской улицы до Старовокзальной улицы.
Протяжённость около 300 м.

## История
Улица возникла в начале ХХ в. (ориентировочно в 1905—1909 годах), под названием Новокиевская. С 1976 до 2023 года носила название улица Павла Пестеля. До конца 1980-х годов пролегала до тупика, в 1989 году при обустройстве в конце Старовокзальной улицы своеобразной площади для трамвайной конечной остановки улица Пестеля была выведена именно туда.

## Застройка
Здание № 4 — это территория старой таможни, где сохранились старые таможенные склады, сооружены ещё в начале XX столетия. На нечётной стороне сохранилось несколько домов начала ХХ в.
До конца 1960-х годов на Шулявке также существовала улица Пестеля.

## Транспорт
- Автобусы 7
- Маршрутные такси 181, 427, 449, 458, 558, 564
- Трамваи 1, 3 (станция «Старовокзальная»); 
15, 18
- Станция метро «Вокзальная»
- Ж.д. вокзал Киев-Пассажирский

## Почтовый индекс
01032